# Đài quan sát thiên văn Modra
Đài quan sát thiên văn Modra (tiếng Slovakia: Astronomické observatórium Modra), còn được gọi là Đài quan sát thiên văn và địa vật lý của Đại học Comenius hoặc AGO Modra, là một cơ sở giáo dục và nghiên cứu khoa học của Khoa Thiên văn, Vật lý Trái Đất và Khí tượng, Khoa Toán học, Vật lý và Tin học trực thuộc Đại học Comenius ở thủ đô Bratislava của Slovakia.

## Miêu tả
Đài quan sát thiên văn này nằm cách thị trấn Modra 12 km, tọa lạc ở độ cao 535 mét so với mực nước biển. Khu phức hợp có diện tích khoảng 3,5 ha.
Trung tâm của đài quan sát là tòa nhà hành chính và kiểm soát, chứa kính thiên văn gương Zeiss 0,60 mét với camera CCD và kính thiên văn mặt trời 0,20 mét. Tòa nhà phía trên chứa kính thiên văn 0,70 mét với camera CCD và kính thiên văn Schmhoidt-Cassegrain 0,28 mét với camera CCD. Trong tòa nhà bên dưới có một phòng họp nhỏ. Các công cụ khí tượng lắp đặt trong khuôn viên đài quan sát cho phép đo nhiệt độ và độ ẩm, lượng mưa, tốc độ gió, độ dài của nắng và cung cấp một loạt các quan sát khí hậu có hệ thống.
Các nhà khoa học đang xin kinh phí cho dự án ADAM-WFS nhằm lắp đặt tại đây một hệ thống kính thiên văn tự động phát hiện tiểu hành tinh và thiên thạch.